# Die Freunde der Freunde
Die Freunde der Freunde ist ein deutscher Fernsehfilm von Dominik Graf aus dem Jahr 2002, der auf der gleichnamigen Kurzgeschichte The Friends of the Friends aus dem Jahr 1896 von Henry James basiert.

## Handlung
Gregor ist Gymnasiast in einem bayrischen Internat und glaubt an die Liebe. Diese findet er bei Billie, die die Schule abgebrochen hat, als sie schwanger wurde, und sich jetzt mit den Schulden ihres Ex-Mannes durchs Leben schlägt.
Gregors Freund Arthur setzt auf die freie Liebe, ohne sich jemals verliebt zu haben. Da Gregor gern besser verstanden werden würde, versucht er über längere Zeit, die beiden einander vorzustellen – vergebens, denn es kommt immer etwas dazwischen. Als es dann endlich so weit wäre, erkennt Gregor, dass Arthur und Billie auf höherer Ebene verbunden und füreinander bestimmt sind und verhindert die Begegnung.
Zu dem Zeitpunkt wird Arthur erschossen. Gregor beendet die Beziehung zu Billie, die im nachfolgenden Frühjahr bei einem Fahrradunfall ums Leben kommt, weil sie "einem inneren Ruf" folgt.

## Hintergrund
Die Dreharbeiten fanden in München, Traunstein und Stein an der Traun statt, Regisseur Dominik Graf war selbst Schüler des Internats Schloss Stein gewesen.
Bereits 1978 war die Kurzgeschichte ein Teil des Films Das grüne Zimmer (La chambre verte) unter der Regie von François Truffaut.

## Kritik
„Mit digitaler Kamera gefilmtes Drama, das eine zartbittere Liebesgeschichte von Henry James, angesiedelt in der englischen High Society des 19. Jahrhunderts, in die deutsche Gegenwart verlegt. Die einerseits karge, andererseits hochkomplexe und sogar komplizierte Ästhetik funktioniert überraschend gut und lenkt geschickt auf die Befindlichkeiten der Figuren, die ebenso einfühlsam wie engagiert gespielt werden.“

„Dass Dominik Graf seinen Film in digitalen Videobildern erzählt, ist nicht ohne Ironie. Das Authentizitätsversprechen, das einem gelegentlich als "Dogma" dieser Bilder einzureden versucht wird (nicht von den "Dogma"-Erfindern, die um die Künstlichkeit der neuen Natürlichkeit gut wussten), erweist sich hier als schlechter Witz. Wir sehen Gespenster, wenigstens: eines, die Freundin im Spiegel, in der Stunde des Todes.“

## Auszeichnungen

### Preise
- Adolf-Grimme-Preis 2003 in der Kategorie Fiktion & Unterhaltung für Dominik Graf, Hanno Lentz, Matthias Schweighöfer, Sabine Timoteo, Florian Stetter und Jessica Schwarz
- Filmfest München 2003: VFF TV Movie Award für Michael Hild, Bavaria Film für den WDR

### Nominierungen
- Deutscher Kamerapreis 2003: Kategorie Schnitt für Christel Suckow
- Teilnahme am Wettbewerb des Fernsehfilm-Festivals Baden-Baden 2002

## Vorlage
- Henry James: Die Freunde der Freunde in ders. & Franz Kafka: Die Freunde der Freunde. Der Geier. Meisterwerke der phantastischen Weltliteratur Einl. und Hg. Jorge Luis Borges. Thienemann, Stuttgart 1983, ISBN 3-522-71115-7
  - Alleinveröff. 1983: Ed. Weitbrecht, ebd. (Hg. und Vorw. wie vor) ISBN 3-522-71110-6
  - Alleinveröff. 2007: Büchergilde Gutenberg ISBN 3-940111-11-2 ISBN 978-3-7632-5811-6 Hg. und Vorw. wie vor